# 300-km-Rennen von Hämeenlinna 1970

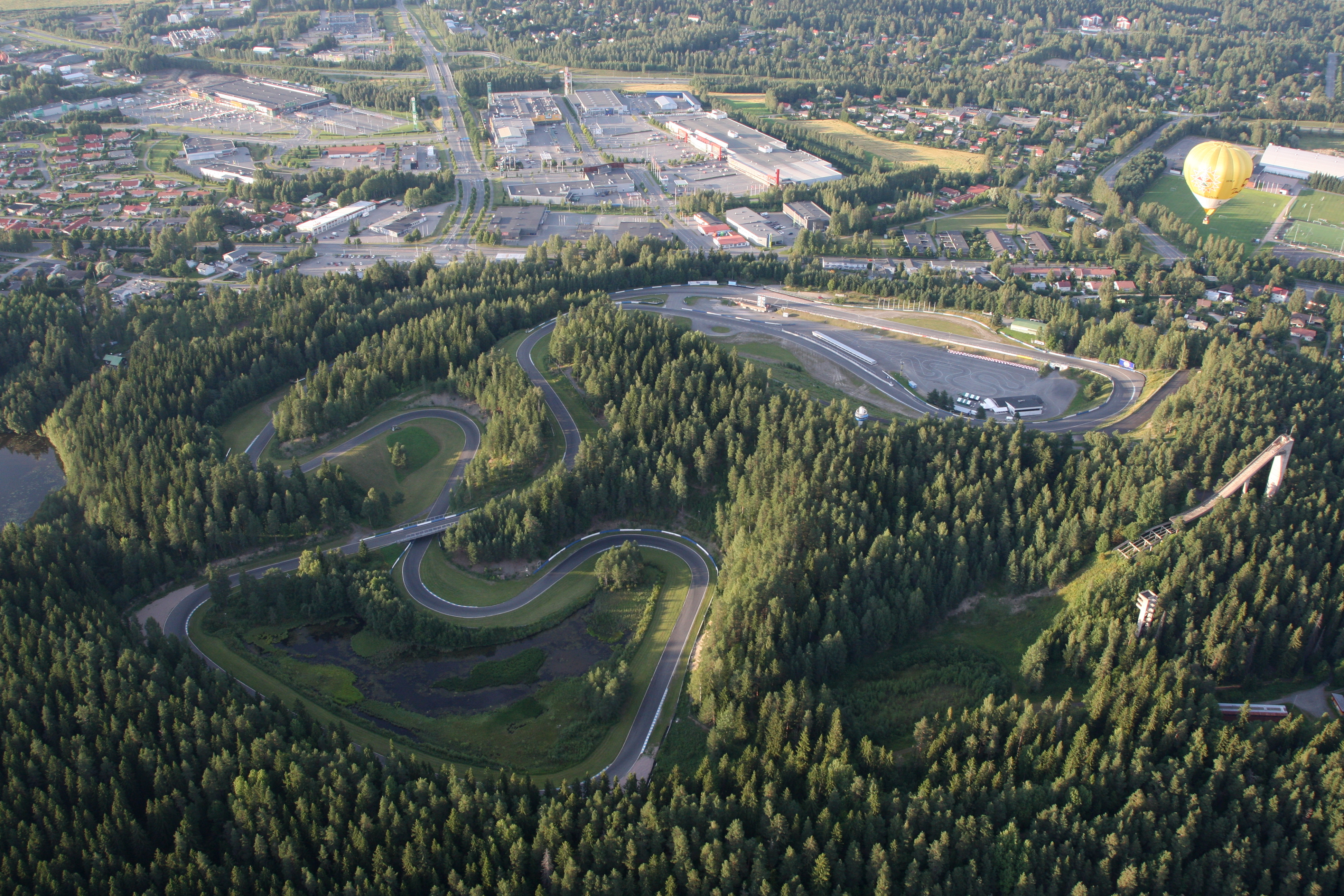
Luftaufnahme des Ahveniston Moottorirata

Das 300-km-Rennen von Hämeenlinna 1970 auch 300 km Hämeenlinna, fand am 3. Mai auf dem Ahveniston Moottorirata statt und war das zweite Rennen der Sportwagen-Europameisterschaft dieses Jahres.

## Das Rennen
Die noch junge Sportwagen-Europameisterschaft erlebte in finnischen Hämeenlinna ihre zweite Veranstaltung. Nur zehn Fahrer in neun Fahrzeugen waren zu dem Rennen gemeldet, das auf dem Ahveniston Moottorirata 98 Kilometer nördlich der Hauptstadt Helsinki stattfand. Zwei Wertungsläufe wurden zu einem Rennen über eine Gesamtdistanz von 300 Kilometern addiert, das John Burton im Chevron B16 mit einer Minute Vorsprung auf Willi Kauhsen im Porsche 907 Spyder gewann.

## Ergebnisse

### Schlussklassement
| 1               | P 2.0  | 2 | Worcestershire Racing Association | John Burton                  | Chevron B16        | 104 |
| 2               | P 2.0  |   | BG Racing Team                    | Willi Kauhsen                | Porsche 907 Spyder | 104 |
| 3               | P 2.0  | 6 | Ian Skailes                       | Ian Skailes                  | Chevron B16        | 101 |
| 4               | S 2.0  | 7 | Team Radio Veronica               | Ed Swart                     | Abarth 2000S       | 96  |
| Nicht klassiert |        |   |                                   |                              |                    |     |
| 5               | GT 2.0 |   | Kurt Simonsen                     | Kurt Simonsen Roland Larsson | Porsche 911S       | 92  |
| Disqualifiziert |        |   |                                   |                              |                    |     |
| 6               | P 2.0  | 1 | Ecurie Bonnier                    | Joakim Bonnier               | Lola T210          | 68  |
| Ausgefallen     |        |   |                                   |                              |                    |     |
| 7               | P 2.0  |   | BG Racing Team                    | Karl von Wendt               | Porsche 907 Spyder | 69  |
| 8               | P 2.0  | 8 | Roger Nathan Motor Racing         | Roger Nathan                 | Astra RNR2         | 51  |
| 9               | S 2.0  |   | Eris Tondelli                     | Eris Tondelli                | Abarth 2000S       | 17  |

### Nur in der Meldeliste
Zu diesem Rennen sind keine weiteren Meldungen bekannt.

### Klassensieger
| Klasse | Fahrer                  | Fahrer       | Fahrzeug   | Platzierung im Gesamtklassement |
| ------ | ----------------------- | ------------ | ---------- | ------------------------------- |
| P 2.0  | John Burton             | Chevron B16  | Gesamtsieg |                                 |
| S 2.0  | Ed Swart                | Abarth 2000S | Rang 4     |                                 |
| GT 2.0 | kein Teilnehmer im Ziel |              |            |                                 |

### Renndaten
- Gemeldet: 9
- Gestartet: 9
- Gewertet: 4
- Rennklassen: 3
- Zuschauer: unbekannt
- Wetter am Renntag: warm und trocken
- Streckenlänge: 2,870 km
- Fahrzeit des Siegerteams: 2:27:01,420 Stunden
- Gesamtrunden des Siegerteams: 104
- Gesamtdistanz des Siegerteams: 298,480 km
- Siegerschnitt: 120,000 km/h
- Pole Position: Joakim Bonnier – Lola T210 (#1) – 1:21,590
- Schnellste Rennrunde: John Burton – Chevron B16 (#2)
- Rennserie: 2. Lauf zur Sportwagen-Europameisterschaft 1970